# Campionato europeo maschile di pallacanestro Under-18 1980
Il 9º Campionato europeo di pallacanestro maschile Under-18 (noto anche come FIBA Europe Under-18 Championship 1980) si è svolto in Jugoslavia, presso Celje, dal 22 al 30 agosto 1980.

## Squadre partecipanti
- Francia
- Cecoslovacchia
- Spagna
- Belgio
- Israele
- Svezia

- Turchia
- Italia
- Jugoslavia
- Bulgaria
- Germania Ovest
- Unione Sovietica

## Primo turno
Le squadre sono divise in 2 gruppi da 6 squadre, con gironi all'italiana. Le prime quattro si qualificano per la fase successiva ad eliminazione diretta, mentre le ultime giocano per il 9-12 posto.

### Gruppo A
| Team                | Pt | V - P | PF - PS   | Dp   |
| ------------------- | -- | ----- | --------- | ---- |
| 1. Jugoslavia       | 10 | 5 - 0 | 530 - 431 | +99  |
| 2. Unione Sovietica | 9  | 4 - 1 | 540 - 431 | +109 |
| 3. Italia           | 8  | 3 - 2 | 516 - 432 | +84  |
| 4. Germania Ovest   | 7  | 2 - 3 | 386 - 478 | -92  |
| 5. Svezia           | 6  | 1 - 4 | 360 - 453 | -93  |
| 6. Turchia          | 5  | 0 - 5 | 386 - 493 | -107 |

### Gruppo B
| Team              | Pt | V - P | PF - PS   | Dp  |
| ----------------- | -- | ----- | --------- | --- |
| 1. Spagna         | 10 | 5 - 0 | 456 - 376 | +80 |
| 2. Bulgaria       | 9  | 4 - 1 | 418 - 377 | +41 |
| 3. Cecoslovacchia | 8  | 3 - 2 | 431 - 386 | +45 |
| 4. Israele        | 7  | 2 - 3 | 390 - 443 | -33 |
| 5. Belgio         | 6  | 1 - 4 | 390 - 447 | -57 |
| 6. Francia        | 5  | 0 - 5 | 352 - 408 | -56 |

## Fase a eliminazione diretta

### Tabellone 1º-4º posto
|  | Semifinali 1º/4º posto | Semifinali 1º/4º posto | Semifinali 1º/4º posto |                  |            | Finale 1º/2º posto | Finale 1º/2º posto | Finale 1º/2º posto |  |
|  |                        |                        |                        |                  |            |                    |                    |                    |  |
|  | Jugoslavia             | Jugoslavia             | 103                    |                  |            |                    |                    |                    |  |
|  | Jugoslavia             | Jugoslavia             | 103                    |                  |            |                    |                    |                    |  |
|  | Bulgaria               | Bulgaria               | 80                     |                  |            |                    |                    |                    |  |
|  | Bulgaria               | Bulgaria               | 80                     |                  | Jugoslavia | Jugoslavia         | 81                 |                    |  |
|  |                        |                        |                        |                  | Jugoslavia | Jugoslavia         | 81                 |                    |  |
|  |                        |                        | Unione Sovietica       | Unione Sovietica | 83         |                    |                    |                    |  |
|  | Spagna                 | Spagna                 | Unione Sovietica       | Unione Sovietica | 83         | 74                 |                    |                    |  |
|  | Spagna                 | Spagna                 |                        |                  |            | 74                 |                    |                    |  |
|  | Unione Sovietica       | Unione Sovietica       | 96                     |                  |            | Finale 3º/4º posto | Finale 3º/4º posto | Finale 3º/4º posto |  |
|  | Unione Sovietica       | Unione Sovietica       | 96                     |                  |            |                    |                    |                    |  |
|  |                        |                        |                        |                  |            |                    |                    |                    |  |
|  |                        |                        |                        |                  |            | Bulgaria           | Bulgaria           | 96                 |  |
|  |                        |                        |                        |                  |            | Bulgaria           | Bulgaria           | 96                 |  |
|  |                        |                        |                        |                  |            | Spagna             | Spagna             | 90                 |  |

### Tabellone 5º-8º posto
|  | Semifinali 5º/8º posto | Semifinali 5º/8º posto | Semifinali 5º/8º posto |                |        | Finale 5º/6º posto | Finale 5º/6º posto | Finale 5º/6º posto |  |
|  |                        |                        |                        |                |        |                    |                    |                    |  |
|  | Italia                 | Italia                 | 110                    |                |        |                    |                    |                    |  |
|  | Italia                 | Italia                 | 110                    |                |        |                    |                    |                    |  |
|  | Israele                | Israele                | 84                     |                |        |                    |                    |                    |  |
|  | Israele                | Israele                | 84                     |                | Italia | Italia             | 100                |                    |  |
|  |                        |                        |                        |                | Italia | Italia             | 100                |                    |  |
|  |                        |                        | Germania Ovest         | Germania Ovest | 95     |                    |                    |                    |  |
|  | Germania Ovest         | Germania Ovest         | Germania Ovest         | Germania Ovest | 95     | 93                 |                    |                    |  |
|  | Germania Ovest         | Germania Ovest         |                        |                |        | 93                 |                    |                    |  |
|  | Cecoslovacchia         | Cecoslovacchia         | 85                     |                |        | Finale 7º/8º posto | Finale 7º/8º posto | Finale 7º/8º posto |  |
|  | Cecoslovacchia         | Cecoslovacchia         | 85                     |                |        |                    |                    |                    |  |
|  |                        |                        |                        |                |        |                    |                    |                    |  |
|  |                        |                        |                        |                |        | Israele            | Israele            | 81                 |  |
|  |                        |                        |                        |                |        | Israele            | Israele            | 81                 |  |
|  |                        |                        |                        |                |        | Cecoslovacchia     | Cecoslovacchia     | 74                 |  |

### Tabellone dal 9º al 12º posto
|  | Semifinali 9º/12º posto | Semifinali 9º/12º posto | Semifinali 9º/12º posto |         |        | Finale 9º/10º posto  | Finale 9º/10º posto  | Finale 9º/10º posto  |  |
|  |                         |                         |                         |         |        |                      |                      |                      |  |
|  | Svezia                  | Svezia                  | 86                      |         |        |                      |                      |                      |  |
|  | Svezia                  | Svezia                  | 86                      |         |        |                      |                      |                      |  |
|  | Francia                 | Francia                 | 75                      |         |        |                      |                      |                      |  |
|  | Francia                 | Francia                 | 75                      |         | Svezia | Svezia               | 62                   |                      |  |
|  |                         |                         |                         |         | Svezia | Svezia               | 62                   |                      |  |
|  |                         |                         | Turchia                 | Turchia | 64     |                      |                      |                      |  |
|  | Turchia                 | Turchia                 | Turchia                 | Turchia | 64     | 104                  |                      |                      |  |
|  | Turchia                 | Turchia                 |                         |         |        | 104                  |                      |                      |  |
|  | Belgio                  | Belgio                  | 75                      |         |        | Finale 11º/12º posto | Finale 11º/12º posto | Finale 11º/12º posto |  |
|  | Belgio                  | Belgio                  | 75                      |         |        |                      |                      |                      |  |
|  |                         |                         |                         |         |        |                      |                      |                      |  |
|  |                         |                         |                         |         |        | Francia              | Francia              | 84                   |  |
|  |                         |                         |                         |         |        | Francia              | Francia              | 84                   |  |
|  |                         |                         |                         |         |        | Belgio               | Belgio               | 95                   |  |

## Classifica finale
| Campione d'Europa | Campione d'Europa | Campione d'Europa |
| ----------------- | ----------------- | ----------------- |
| Unione Sovietica  |                   |                   |
| Argento           | Jugoslavia        |                   |
| Bronzo            | Bulgaria          |                   |
| 4.                | Spagna            |                   |
| 5.                | Italia            |                   |
| 6.                | Germania Ovest    |                   |
| 7.                | Israele           |                   |
| 8.                | Cecoslovacchia    |                   |
| 9.                | Turchia           |                   |
| 10.               | Svezia            |                   |
| 11.               | Belgio            |                   |
| 12.               | Francia           |                   |